# 블루테 (수프)
블루테(프랑스어: velouté)는 프랑스의 걸쭉한 수프인 포타주의 하나다. 콩소메 졸인 것에 크렘 프레슈와 달걀 노른자로 점도를 주어 아주 부드럽게 만든다.

## 사진

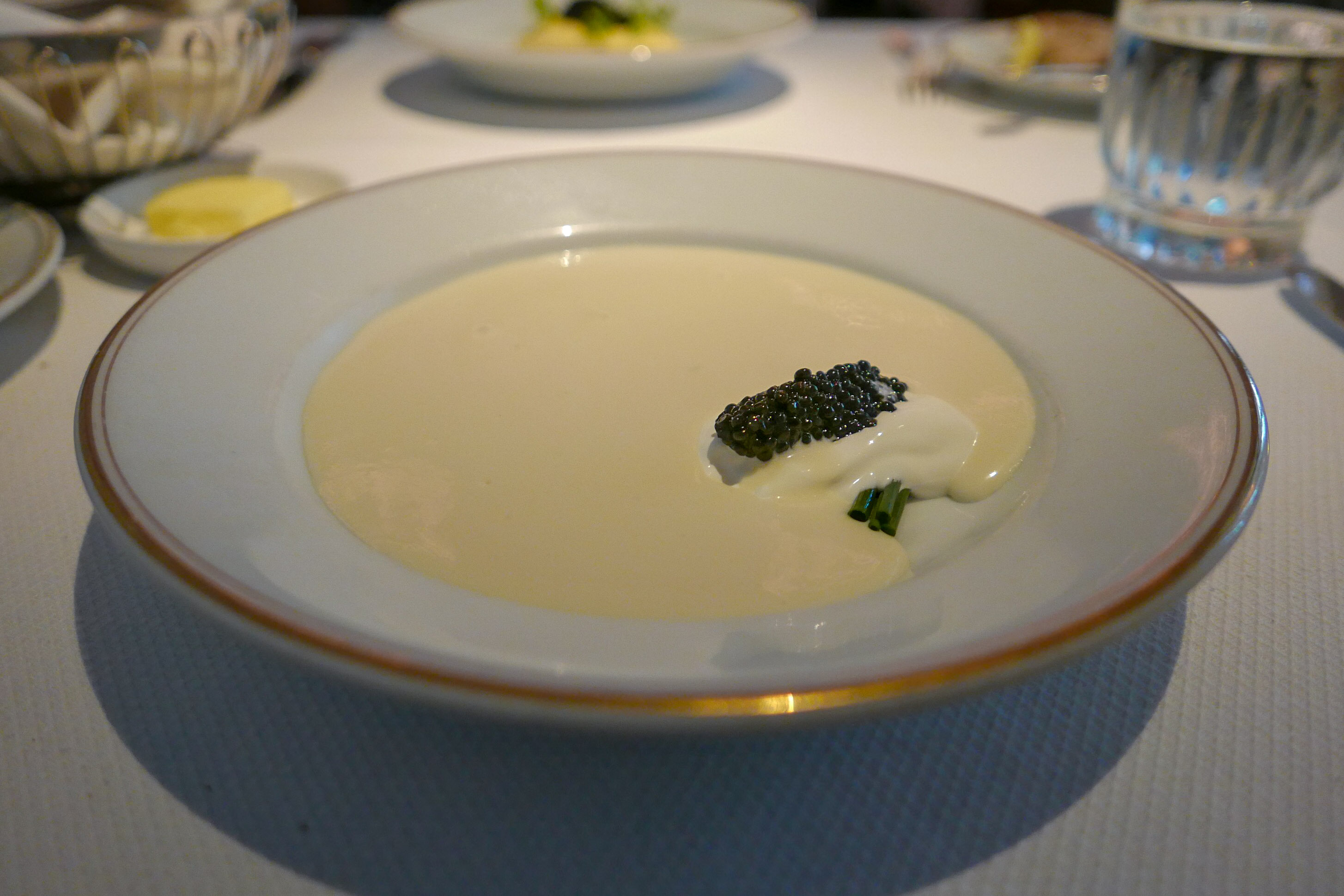
감자 블루테
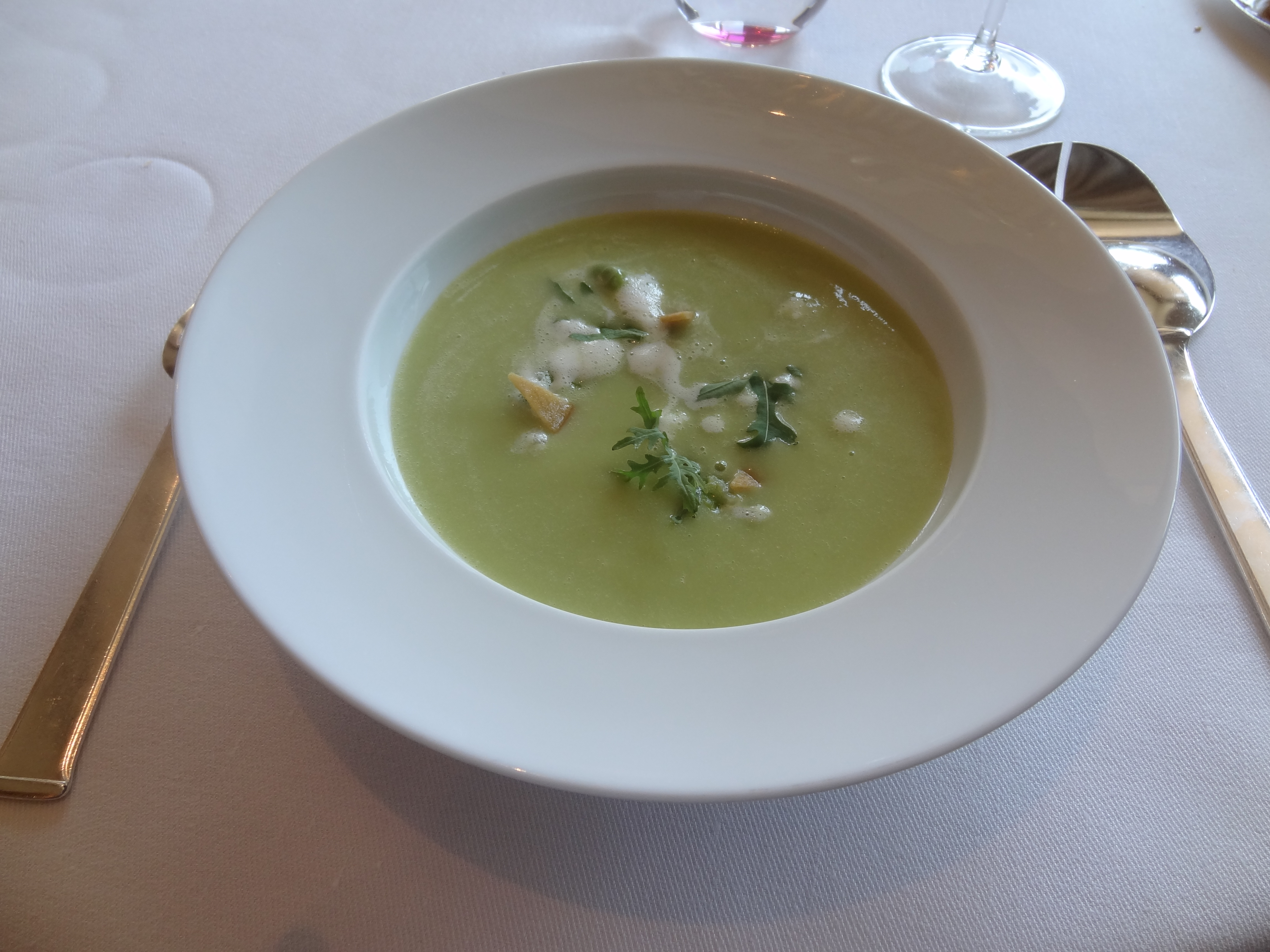
누에콩 블루테

## 같이 보기
- 비스크